# Pianta officinale
Una pianta officinale è un organismo vegetale usato nelle officine farmaceutiche o erboristiche per la produzione di specialità medicinali.
Sono considerate piante officinali le piante medicinali, aromatiche e da profumo inserite negli elenchi specifici e nelle farmacopee dei singoli paesi. Il numero e il tipo di piante officinali varia da paese a paese a seconda delle tradizioni. Il più comune utilizzo di piante officinali è quello di correttori del gusto: molti farmaci o preparati farmaceutici hanno originariamente un gusto sgradevole, che quindi viene "corretto" con l'aggiunta di sostanze di origine vegetale. Le piante officinali, ad esempio, sono quelle usate per conferire a sciroppi o a caramelle il gusto di fragola, arancia, limone, ecc.

## Differenza tra pianta medicinale e pianta officinale
Nel linguaggio comune spesso si sovrappone l'uso dei termini pianta medicinale con pianta officinale, termini che legalmente indicano due diverse entità; il termine officinale è un termine esclusivamente procedurale e indica quelle piante inserite all'interno di elenchi ufficiali come utilizzabili dalle officine farmaceutiche, a prescindere dal fatto che queste piante abbiano o meno proprietà di tipo medicinale. Il termine pianta medicinale indica invece quelle piante che contengono sostanze utilizzabili direttamente a scopo terapeutico o come precursori in emisintesi che portino a sostanze attive. È quindi chiaro che una pianta può essere officinale in un paese e non in un altro, a seconda delle regolamentazioni, ma essa sarà una pianta medicinale a prescindere dalle leggi.
Con il termine piante officinali si intendono di norma le piante medicinali, aromatiche e da profumo. Sono quelle specie vegetali, spontanee e coltivate, che possono essere utilizzate per diversi scopi: medicinali, fitoterapici, erboristici, liquoristici, aromatizzanti, igienici, profumieri, cosmetici.

### Definizione dell'OMS
Riguardo alle piante medicinali propriamente dette, va ricordata la definizione proposta nel 1980 dall'OMS (Organizzazione Mondiale della Sanità): 
“si considera pianta medicinale ogni vegetale che contenga, in uno o più dei suoi organi, sostanze che possono essere utilizzate a fini terapeutici o preventivi, o che sono precursori di emisintesi chemio-farmaceutiche”
Numerosi farmaci attualmente impiegati anche nei paesi industrializzati derivano da sostanze vegetali o comunque sono stati elaborati e modificati a partire da esse.
Inoltre, una stima dell'OMS ha valutato che le “erbe curative”, intese in senso lato, rappresentano la principale risorsa terapeutica per due terzi della popolazione mondiale. Negli ultimi decenni il rinnovato interesse nei confronti delle cosiddette medicine naturali ha stimolato e favorito l'attività di ricerca scientifica e la didattica nel settore delle piante medicinali, e ha determinato la necessità di una corretta opera di formazione e informazione nei confronti della pubblica opinione. Un aspetto importante è il corretto utilizzo della rete Internet, che consente l'accesso a fonti non necessariamente attendibili.

## Italia
La legge italiana corrente che regolamenta le piante officinali è il D.Lgs. 21 maggio 2018, n. 75: Testo unico in materia di coltivazione, raccolta e prima trasformazione delle piante officinali, ai sensi dell'articolo 5, della legge 28 luglio 2016, n. 154.